# Steve Omischl
Steve Omischl (* 16. November 1978 in North Bay, Ontario) ist ein kanadischer Freestyle-Skier. Er ist auf die Disziplin Aerials (Springen) spezialisiert. Als Weltmeister und zweifacher Gesamtweltcupsieger gehört er zu den weltweit erfolgreichsten Athleten.

## Karriere
Omischl begann im Alter von 15 Jahren mit dem Freestyle-Springen. Sein Debüt im Freestyle-Skiing-Weltcup hatte er am 4. Dezember 1999 in Whistler, wo er sogleich auf den zweiten Platz sprang. Mit vier weiteren Top-10-Ergebnissen in der Saison 1999/2000 etablierte er sich an der Weltspitze und erhielt vom Weltskiverband FIS die Auszeichnung Rookie of the Year. In der Saison 2000/01 erreichte er mehrere Podestplätze, ein Sieg blieb aber aus, ebenso in der Saison 2001/02. Die Weltmeisterschaft 2001 beendete er als Siebter, die Olympischen Winterspiele 2002 als Elfter. Am 8. September 2002 gelang Omischl im australischen Mount Buller der erste Sieg in einem Weltcupspringen, ein weiterer Sieg folgte zum Abschluss der Saison 2002/03, was für den 2. Platz in der Disziplinenwertung reichte. Bei der Weltmeisterschaft 2003 in Deer Valley gewann er eine Bronzemedaille.
Die Saison 2003/04 dominierte Omischl fast nach Belieben: Er entschied sechs von zwölf Weltcupspringen für sich und wurde dreimal Zweiter. Damit gewann er nicht nur überlegen die Disziplinenwertung, sondern wurde auch Gesamtweltcupsieger. In der Saison 2004/05 konnte Omischl ein Weltcupspringen gewinnen, außerdem gewann er bei der Weltmeisterschaft 2005 in Ruka die Goldmedaille. Bei den kanadischen Meisterschaften in diesem Jahr zeigte er als weltweit erster Athlet einen dreifachen Rückwärtssalto mit vier Schrauben (Full-Full-Double Full).
Bei den Olympischen Winterspielen 2006 konnte Omischl dem hohen Erwartungsdruck nicht standhalten; in der Qualifikation wurde er lediglich 20. und verpasste somit deutlich das Finale der besten zwölf. Zehn Tage später rehabilitierte er sich mit einem weiteren Weltcupsieg. Zwei weitere Weltcupsiege gelangen ihm in der Saison 2006/07, was wiederum für den Sieg in der Disziplinenwertung reichte. Hinzu kam der Gewinn der Bronzemedaille bei der Weltmeisterschaft 2007 in Madonna di Campiglio. Wie schon vier Jahre zuvor war Omischl in der Saison 2007/08 kaum zu schlagen. Von den neun ausgetragenen Weltcupspringen gewann er sechs, je einmal wurde er Zweiter und Dritter. Er sicherte sich dadurch mit großem Vorsprung die Disziplinenwertung und auch den Gesamtweltcup.
In der Saison 2008/09 konnte Omischl zwei Weltcupspringen für sich entscheiden, bei der Weltmeisterschaft 2009 in Inawashiro musste er sich knapp dem Amerikaner Ryan St. Onge geschlagen geben und holte sich die Silbermedaille.
Omischl ist Athletenbotschafter der Entwicklungshilfeorganisation Right To Play.

## Erfolge

### Olympische Spiele
- Salt Lake City 2002: 11. Aerials
- Turin 2006: 20. Aerials
- Vancouver 2010: 8. Aerials

### Weltmeisterschaften
- Whistler 2001: 7. Aerials
- Deer Valley 2003: 3. Aerials
- Ruka 2005: 1. Aerials
- Madonna di Campiglio 2007: 3. Aerials
- Inawashiro 2009: 2. Aerials

### Weltcupwertungen
- Saison 1999/2000: 6. Gesamtweltcup, 4. Aerials-Weltcup
- Saison 2000/01: 7. Gesamtweltcup, 4. Aerials-Weltcup
- Saison 2001/02: 8. Aerials-Weltcup
- Saison 2002/03: 1. Gesamtweltcup, 2. Aerials-Weltcup
- Saison 2003/04: 1. Aerials-Weltcup
- Saison 2004/05: 6. Gesamtweltcup, 2. Aerials-Weltcup
- Saison 2006/07: 2. Gesamtweltcup, 1. Aerials-Weltcup
- Saison 2007/08: 1. Gesamtweltcup, 1. Aerials-Weltcup
- Saison 2008/09: 3. Gesamtweltcup, 1. Aerials-Weltcup
- Saison 2009/10: 9. Aerials-Weltcup

### Weltcupsiege
Omischl errang bis jetzt 40 Podestplätze, davon 20 Siege:
| Datum             | Ort              | Land       |
| ----------------- | ---------------- | ---------- |
| 8. September 2002 | Mount Buller     | Australien |
| 2. März 2003      | Špindlerův Mlýn  | Tschechien |
| 6. September 2003 | Mount Buller     | Australien |
| 7. September 2003 | Mount Buller     | Australien |
| 16. Januar 2004   | Lake Placid      | USA        |
| 18. Januar 2004   | Lake Placid      | USA        |
| 15. Februar 2004  | Harbin           | China      |
| 10. März 2004     | Sauze d’Oulx     | Italien    |
| 19. Februar 2005  | Sauze d’Oulx     | Italien    |
| 3. März 2006      | Davos            | Schweiz    |
| 10. Dezember 2006 | Beida Lake       | China      |
| 25. Februar 2007  | Apex             | Kanada     |
| 21. Dezember 2007 | Lianhua          | China      |
| 19. Januar 2008   | Lake Placid      | USA        |
| 27. Januar 2008   | Mount Gabriel    | Kanada     |
| 10. Februar 2008  | Cypress Mountain | Kanada     |
| 1. März 2008      | Moskau           | Russland   |
| 7. März 2008      | Davos            | Schweiz    |
| 25. Januar 2009   | Mont Gabriel     | Kanada     |
| 6. Februar 2009   | Cypress Mountain | Kanada     |

### Weitere Erfolge
- 5 kanadische Meistertitel (2001, 2003, 2006, 2007, 2008)
- 1 Sieg im Nor-Am-Cup
- 1 Podestplatz im Europacup